# Nàssir-ad-Din Mahmud-Xah

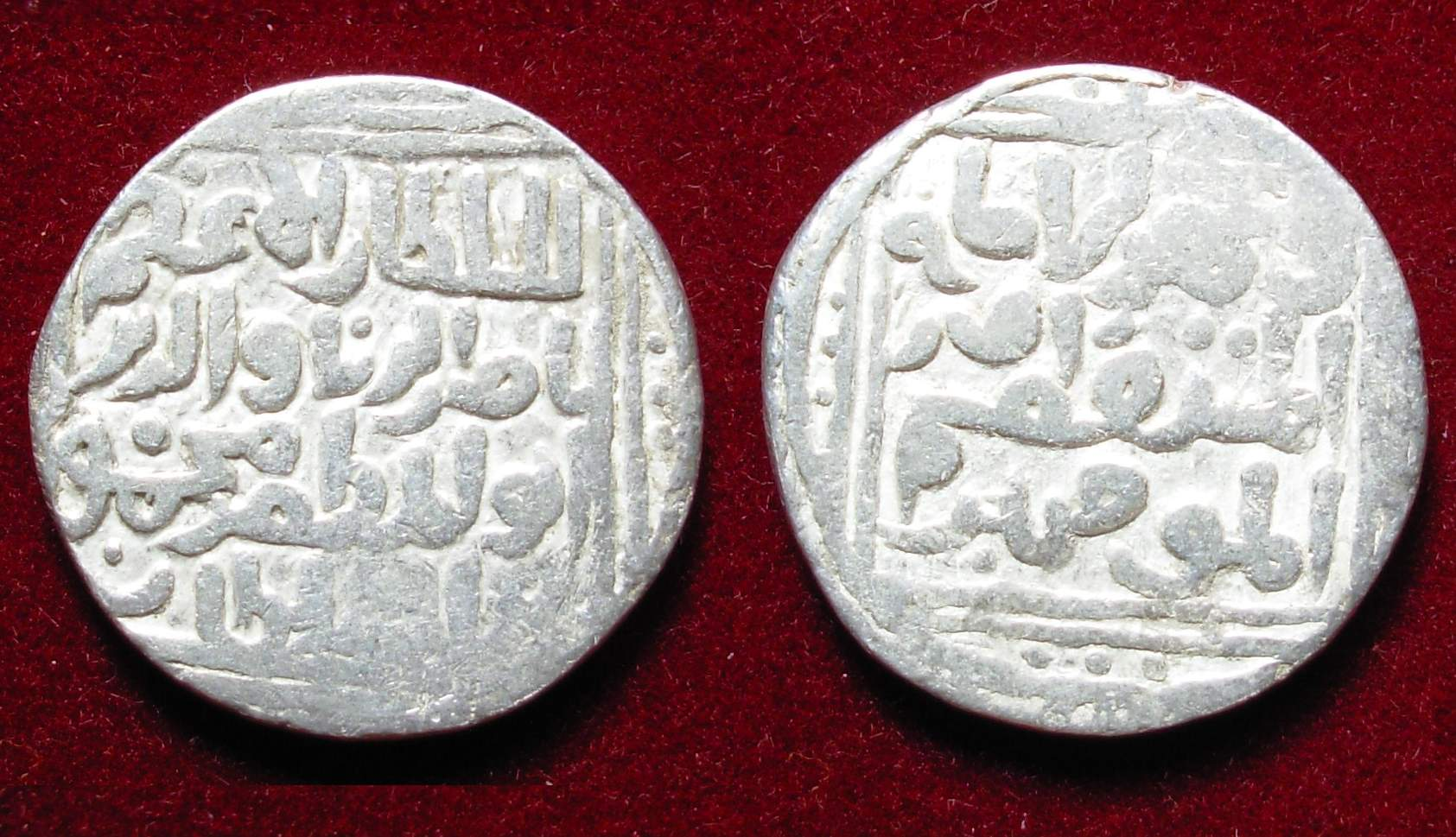
Moneda de Nàssir-ad-Din Mahmud-Xah

Nàssir-ad-Din Mahmud-Xah fou un sultà de Delhi fill de Xams-ad-Din Iltutmix (1211-1236). El 10 de juny de 1246 va pujar al tron succeint a Alà-ad-Din Massud-Xah (1242-1246) mercès als esforços de la seva mare i del turc Balban.
La situació no era gaire bona. Els mongols havien ocupar Lahore el 1241 i pel mateix temps el governador de Multan Kabir Khan (Izz al-Din Kabir Khan-i-Ayaz) s'havia fet independent i havia ocupat Uchch i el va succeir vers 1241 el seu fill Tadj al-Din Abu Bakr-i-Ayaz. Per aquell temps Saif al-Din Hassan Karlugh, un karlugh (un grup turc emparentat als karluks) antic lloctinent de Djalal al-Din Manguberti xa de Coràsmia va atacar Multan, però fou refusat a les portes de la ciutat i en acostar-se els mongols es va haver de retirar cap al Sind Inferior. Tadj al-Din Abu Bakr-i-Ayaz va reclamar l'ajut de Delhi.
Tenia tendència a aïllar-se i dedicar-se a la pregària religiosa i fou Balban qui dirigia bona part del govern; Balban va casar la seva filla amb el sultà i així va esdevenir el seu sogre i va rebre el càrrec de naib mamlakat amb títol d'Ulug Khan (primer kan) mentre el seu germà petit Sayf al-Din Aybak va rebre el de Kashli Khan i el càrrec d'amir-i-hadjid; el seu cosí Shir Khan fou nomenat governador de Lahore i Bhatinda. Balban va anar en ajut de Multan i va forçar la retirada dels mongols, deixant a Tadj al-Din la regió d'Uchch i confiant Multan a Kishlu Khan (Izz al-Din Balban-i-Kashlu Khan).
El 1247 Balban va haver de fer campanya contra el zamindar hindú del Doab i va conquerir la fortalesa de Talindah al districte de Kanauj. Després va lluitar contra els rajputs dirigits per un cap anomenat Dulka va Mulka que dominava el territori entre el Jumma i Kalinjar, al que va derrotar i expulsar. Contra el sectaris kahtiriya que dominaven Badaun i Sambhal va haver de fer dues campanyes i va dominar tanmateix les tribus dels jaralis i datolis. Tots aquestos èxits no van aconseguir consolidar el sultanat i foren necessàries campanyes anuals a la zona del Jumma. El 1249 Balban va atacar Ranthambor i el Mewat sense èxit i tots els intents posteriors per sotmetre als rajputs van fracassar. Les expedicions contra els meos, dirigits per rajputs, van suposar grans matances però sense aconseguir la submissió total. Per aquest temps Kishlu Khan fou autoritzat a apoderar-se de Multan i unir-la al seu govern, cosa que va aconseguir però se li va imposar la condició d'abandonar Nagau o Nagaw si bé finalment només va complir aquesta obligació per la força; el 1249 Saif al-Din Hassan Karlugh va retornar i es va apoderar de Multan però no la va poder conservar gaire temps, ja que poc després era ocupada per Shir Khan, el virrei de Lahore i Bhatinda, que també el va desposseir d'Uchch, segurament sota ordes de Balban. Kishlu va rebre en compensació el govern de Badaun però descontent es va passar a la facció de la cort oposada a Balban.
El 1253 es va produir una reacció dels oposats a Balban dirigida per l'eunuc Imad al-Din Rayhan, i va obtenir el suport d'un grup de musulmans indis i alguns turcs de la cort que van convèncer el sultà de destituir al seu sogre. Mahmud-Xah va ordenar a Balban i als seus parents d'abandonar els seus feus (ikta) i Rayhan va ocupar el lloc de Balban amb el càrrec de wakil-i-dar. Arslan Khan va substituir a Shir Khan a Lahore i Bhatinda.
Els turcs es van reorganitzar sota la direcció de Balban i l'octubre de 1254 es van presentar a Delhi. Mahmud i Rayhan li van sortir a fer front i es va preparar la batalla a la rodalia de Samana, però Mahmud va decidir no lluitar perquè la major part dels seus nobles eren partidaris de Balban. Llavors va revocar a Rayhan i el va enviar a Bahraich i després a Badaun, i Balban va recuperar el seu càrrec anterior com a naib; els seus parents i fidels també van recuperar els càrrecs, marcant així el triomf de la noblesa turca. Kishlu Khan, per un acord, va recuperar els seus antics governs de Multan i Uchch, però una vegada establert allí va rebutjar l'autoritat de Delhi aliant-se amb el mongol Hulagu i Nasr al-Din Mahmud Xa, per consell de Balban, va cedir Multan a Arslan Khan Sanjar-i-Chast, però el govern de Delhi mancava de força i Kishlu fou restaurat altre cop el 1255.
Rayhan de Badaun va anar a Bahraich i es va revoltar. Un dels sogres de Mahmud, Kutlugh Khan, governador de l'Oudh hostil a Balban, aprofitant la presència mongola, es va aliar en secret amb el rebel. Balban va enviar a Sanjar Shivastani per sotmetre a Rayhan i ocupar Bharaich. Balban va ordenar a Kutlugh d'abandonar Oudh i anar a combatre a Rayhan a Bahraich però Kutlugh es va revoltar obertament i va enviar ajut Rayhan, i va interceptar a Sanjar que va caure presoner. Sanjar però va aconseguir escapar i va reagrupar les seves forces, atacant a Rayhan que va morir. Kutlugh es va amagar als contraforts de l'Himàlaia on Balban el va atacar sense gaire èxit. El 1256 Kutlugh va sortir del territori i va recuperar Oudh i va intentar ocupar Karra i Manikpur però fou rebutjat pel governador provincial Arslan Khan. Llavors Kishlu Khan, que era gendre de Kutlugh Khan, es va rebel·lar altre cop contra Balban (inici del 1257); unit a les forces de Kutlugh, van avançar cap a Delhi, però Balban els va sortir a l'encontre prop de Samana; els caps religiosos de Delhi van fer saber a Kishlu que li lliurarien la ciutat però el complot fou descobert i els implicats desterrats; Kishlu va evitar les forces de Balban i va arribar a Delhi el 21 de juny de 1257, però abandonat per les seves tropes, va haver de tornar cap a Uchch; la sort de Kutlugh Khan és desconeguda; finalment Kishlu va anar a veure a Hulagu a l'Iraq, i va obtenir els serveis d'un exèrcit mongol manat per Sali Bahadur. Amb aquest exèrcit va marxar cap a Delhi, però ben protegida per Balban no la va poder atacar i es va dirigir contra Multan, que va ocupar i on va desmantellar les muralles de la ciutat; la ciutat només es va escapar d'una matança pagant un important rescat, reunit pel santó Bahawal Hakk (Baha al-Din Zakariya) abandonant Kishlu la ciutat. El Panjab fou també ocupat per Kishlu; per dues vegades més Kishlu va provar d'ocupar Multan amb l'ajut dels mongols. El 1258 enviats d'Hulagu van arribar a Delhi i Balban va preparar un espectacle amb soldats, població i cadàvers d'enemics per mostrar la fortalesa del sultanat i sembla que es va arribar a un acord i llavors Balban va poder ocupar el Sind.
El 1257 el turc kiptxak Yuzbek-i-Tughril que governava a Lakhnawthi es va revoltar i va fer una expedició contra Jajnagar a Orissa, ocupant també Oudh on va fer pronunciar la khutba al seu nom. Va fer llavors una campanya a Kamrup (Assam) però fou fet presoner pel raja local i executat. El va succeir Izz al-Din Balban-i-Yuzbeki que va governar menys de dos anys i el 1260 quan fou derrocat per Arslan Khan, governador de Karra, que es va apoderar de Bengala sense autorització del govern de Delhi i va matar a Izz al-Din Balban-i-Yuzbeki. Mahmud i Balban no van poder fer res però Arslan Khan va morir el 27 de febrer de 1265.

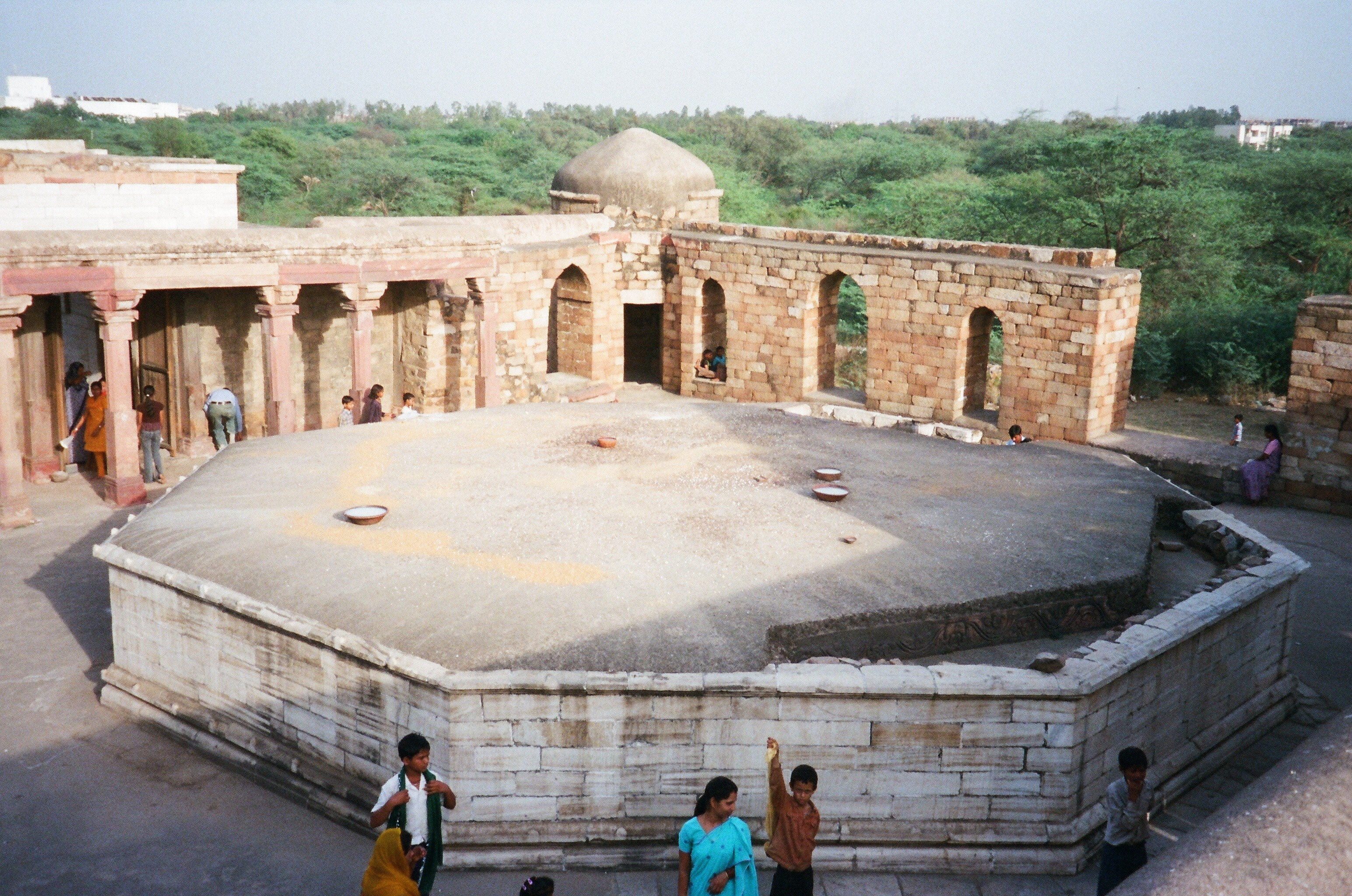
Tomba

El 1266 va morir Mahmud Xa. Cap document contemporani explica les causes però Ibn Batuta diu que fou enverinat per Balban que efectivament va pujar al tron com Ghiyat al-Din Balban. L'edifici on hi ha la tomba de Mahmud Xa fou construït en temps d'Iltutmix (1231) i és conegut com a Sultan Ghari, estant situat a l'àrea de Vasant Kunj, prop de Mehrauli, a Nova Delhi. Fou el primer mausoleu musulmà de l'Índia; la cambre de la tomba és octogonal i és un dels primers exemples d'arquitectura mameluca junt amb el Qutub Minar.